# Майємер
Майєме́р (каз. Майемер) — село у складі Улькен-Наринського району Східноказахстанської області Казахстану. Входить до складу Алтинбельського сільського округу.
Населення — 479 осіб (2021; 569 у 2009, 788 у 1999, 765 у 1989).
Національний склад станом на 1989 рік:
- казахи — 100 %

Станом на 1989 рік село називалось Маймир.